# روبرت كوتينغام
روبرت كوتينغام (بالإنجليزية: Robert Cottingham)‏ هو رسام أمريكي، ولد في 26 سبتمبر 1935 في بروكلين في الولايات المتحدة.